# Marie-Rose Durocher
Marie-Rose Durocher, född Eulalie Mélanie Durocher 6 oktober 1811 i Saint-Antoine-sur-Richelieu, död 6 oktober 1849 i Longueuil, var en kanadensisk romersk-katolsk nunna och grundare av kongregationen Jesu och Marie heliga namns systrar år 1843. Hon vördas som salig i Romersk-katolska kyrkan, med minnesdag den 6 oktober.

### Webbkällor
- Bolognini, Daniele. ”Beata Maria Rosa (Eulalia Melania) Durocher, fondatrice” (på italienska). Santi e Beati. Arkiverad från originalet den 9 januari 2021. https://archive.md/ENnfn. Läst 9 januari 2021.
- ”Blessed Marie Rose Durocher” (på engelska). CatholicSaints.Info. Arkiverad från originalet den 9 januari 2021. https://archive.vn/gWDM3. Läst 9 januari 2021.